# 14. november
14. november er dag 318 i året i den gregorianske kalender (dag 319 i skudår). Der er 47 dage tilbage af året.
Dagens navn er Frederik. Det er Verdens Diabetes Dag.

### Begivenheder
Født - Dødsfald
- 1665 Frederik 3. underskriver Kongeloven, som er udarbejdet af Peder Schumacher Griffenfeld. Kongeloven, som fastslår at kongen er det ypperste og højeste hovede her på jorden, skaber det juridiske grundlag for enevælden, som herved indleder sin 183 års historie.
- 1770 - Den skotske opdagelsesrejsende James Bruce opdager Den Blå Nil, som på det tidspunkt anses for Nilens vigtigste kilde.
- 1792 - Som den første englænder ankommer kaptajn George Vancouver til San Franciscobugten.
- 1851 - Herman Melville's roman Moby Dick udgives i USA af Harper & Brothers, New York - efter den var blevet udgivet 18. oktober, 1851 af Richard Bentley i London.
- 1896 - I England sættes hastighedsgrænsen for "hesteløse køretøjer" op fra 4 mil/time (dog kun 2 i byer) til 14 mil/time. Det markeres med det første London-Brighton bilvæddeløb.
- 1906 - Johannes V. Jensens Digte med blandt andet På Memphis station udsendes.
- 1910 - Løjtnant Eugene Ely, U.S. Navy bliver den første, der letter med et fly fra et skibsdæk.
- 1918 - Tomas Masaryk bliver valgt til Tjekkoslovakiets første præsident.
- 1922 - BBC begynder at udsende radio i Storbritannien.
- 1961 - I DDR bliver Stalinstatuer fjernet, og gader og byer, opkaldt efter den afdøde diktator, omdøbes.
- 1963 - Et undersøisk vulkanudbrud ved Island danner den nye ø, Surtsey, 33 km syd for Island. Øen er 1,5 km i diameter med et areal på 2,8 km².
- 1969 - Apollo 12 opsendes og gennemfører den anden bemandede månelanding.
- 1982 - Lederen af den polske Solidaritets-bevægelse, Lech Wałęsa, løslades efter elleve måneders internering nær den sovjetiske grænse.
- 1996 - Musicalen Chicago har verdenspremiere i New York.

### Født
- 1527 - Steen Clausen Bille, dansk landsdommer (død 1586).
- 1650 - Vilhelm 3., engelsk konge (død 1702).
- 1719 - Leopold Mozart, østrigsk musiker og komponist (død 1787).
- 1765 - Robert Fulton, amerikansk ingeniør (død 1815).
- 1778 - Johann Nepomuk Hummel, østrigsk komponist og musiker (død 1837).
- 1779 - Adam Gottlob Oehlenschläger, dansk digter (død 1850).
- 1805 - Fanny Mendelssohn, tysk komponist og musiker (død  1847).
- 1840 - Claude Monet, fransk impressionistisk maler (død 1927).
- 1889 - Jawaharlal Nehru, indisk politiker og statsmand (død 1964).
- 1896 - Erling Brene, dansk komponist (død 1980).
- 1900 - Aaron Copland, amerikansk komponist (død 1990).
- 1901 - Christian Elling, dansk kunsthistoriker (død 1974).
- 1907 - Astrid Lindgren, svensk børnebogsforfatter (død 2002).
- 1908 - Joseph McCarthy, USA-senator og anti-kommunist (død 1957).
- 1922 - Boutros Boutros-Ghali, generalsekretær for FN (død 2016).
- 1922 - Veronica Lake, amerikansk skuespiller (død 1973).
- 1935 - Hussein, jordansk konge (død 1999).
- 1943 - Johnny Hansen, dansk fodboldspiller.
- 1944 - Niels la Cour, dansk komponist.
- 1946 - Bent Brown, borgmester i Hjørring frem til 2006 (død 2011).
- 1948 - Kong Charles III, konge af Storbritannien.
- 1949 - Henrik Otbo, dansk rigsrevisor (død 2015).
- 1950 - Lars Muhl, dansk musiker, sangskriver og forfatter.
- 1953 - Peter Viskinde, dansk musiker og sangskriver (død 2021).
- 1954 - Condoleezza Rice, amerikansk politiker og udenrigsminister.
- 1955 - Sussi Nielsen, dansk musiker (Sussi & Leo).
- 1961 - Arne Boelt, dansk politiker, borgmester i Hjørring Kommune.
- 1962 - Josh Silver, amerikansk keyboardspiller.
- 1995 - Emil Peter Jørgensen, dansk fodboldspiller.

### Dødsfald
- 565 - Justinian 1., byzantinsk kejser (født 483).
- 1263 - Alexander Nevskij, russisk prins og central historisk skikkelse (født 1220).
- 1716 - Gottfried Leibniz, tysk matematiker og filosof (født 1646).
- 1831 - Georg Wilhelm Friedrich Hegel, tysk filosof (født 1770).
- 1832 - Wilhelm Bendz, dansk guldaldermaler (født 1804).
- 1832 - Rasmus Rask, dansk sprogforsker (født 1787).
- 1907 - A.F. van Mehren, dansk orientalist (født 1822).
- 1938 - Christian Gram, dansk læge og bakteriolog (født 1853).
- 1946 - Manuel de Falla, spansk komponist (født 1876).
- 1956 - Elisabeth af Rumænien, (født 1894).
- 1962 - Albert Luther, dansk skuespiller (født 1888).
- 1973 - Lulu Ziegler, dansk skuespiller og visesanger (født 1903).
- 1983 - Hans Qvist, dansk vittighedstegner (født 1922).
- 1984 - Ditte Cederstrand, dansk forfatter (født 1915).
- 1987 - Rudolf Koreska, dansk låsesmed og møbelfabrikant (født 1907).
- 2006 - Bo Bojesen, dansk tegner (født 1923).

- 2018 - Morten Grunwald, dansk skuespiller, instruktør, filmkonsulent og teaterdirektør (født 1934)

|  | Denne datoartikel kan blive bedre, hvis der indsættes et (bedre) billede Du kan hjælpe ved at afsøge Wikimedia Commons for et passende billede eller uploade et godt billede til Wikimedia Commons iht. de tilladte licenser og indsætte det i artiklen. |